# Caroline von Hessen-Kassel
Caroline Friederike Wilhelmine von Hessen-Kassel (* 29. Juli 1799 auf Schloss Philippsruhe; † 28. November 1854 in Kassel) war Prinzessin von Hessen-Kassel.

## Leben

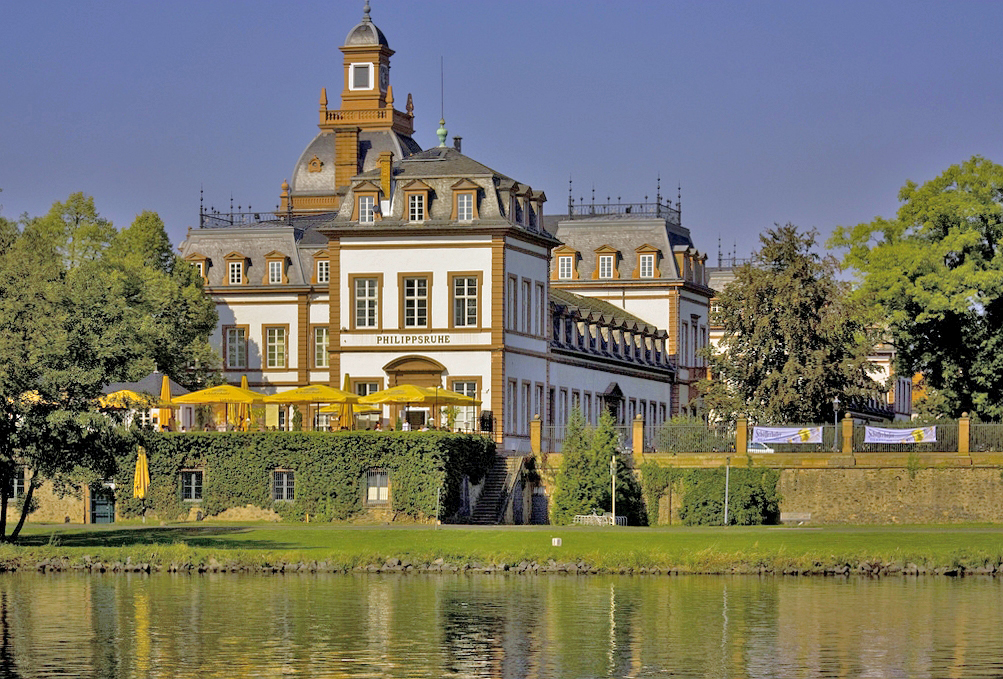
Schloss Philippsruhe, Geburtsort von Prinzessin Caroline von Hessen-Kassel

Caroline von Hessen-Kassel war eine Tochter des hessischen Landgrafen und Kurfürsten Wilhelm II. von Hessen-Kassel und dessen Gemahlin Auguste von Preußen (1780–1841). Sie wuchs mit ihren Geschwistern Friedrich Wilhelm (1802–1875) ⚭ Gertrude Lehmann (1803–1882) und Marie Friederike Christine (1804–1888, ⚭ 23. März 1825 Bernhard II., Herzog von Sachsen-Meiningen (1800–1882)) auf. Eine Schwester und zwei Brüder verstarben im frühen Kindesalter.
Karolines Leben war geprägt durch die zerrüttete Ehe ihrer Eltern, die aus politischen Gründen geschlossen worden war. Sie musste erleben, dass es zwischen ihnen zu tätlichen Auseinandersetzungen kam. Nach der Geburt ihrer jüngeren Schwester Marie im Jahre 1804 bestand die Ehe nur noch auf dem Papier. Nachdem ihr Vater sich 1813 einer Mätresse zugewandt hatte, trennten sich die Eltern und schlossen 1815 einen geheim gehaltenen Trennungsvertrag. Die Lage eskalierte, als ihr Vater 1823 den Schönfelder Kreis, den ihre Mutter und namhafte Persönlichkeiten (u. a. die Brüder Grimm) gebildet hatten, zersprengte. So ging Caroline mit ihrer Mutter ins Exil und blieb bei ihr. Später kehrten sie nach Kassel zurück. Sie blieb unverheiratet und entwickelte ein vielfältiges soziales Engagement, das ihr in der Kasseler Bevölkerung eine große Beliebtheit brachte.